# ArcelorMittal Eisenhüttenstadt

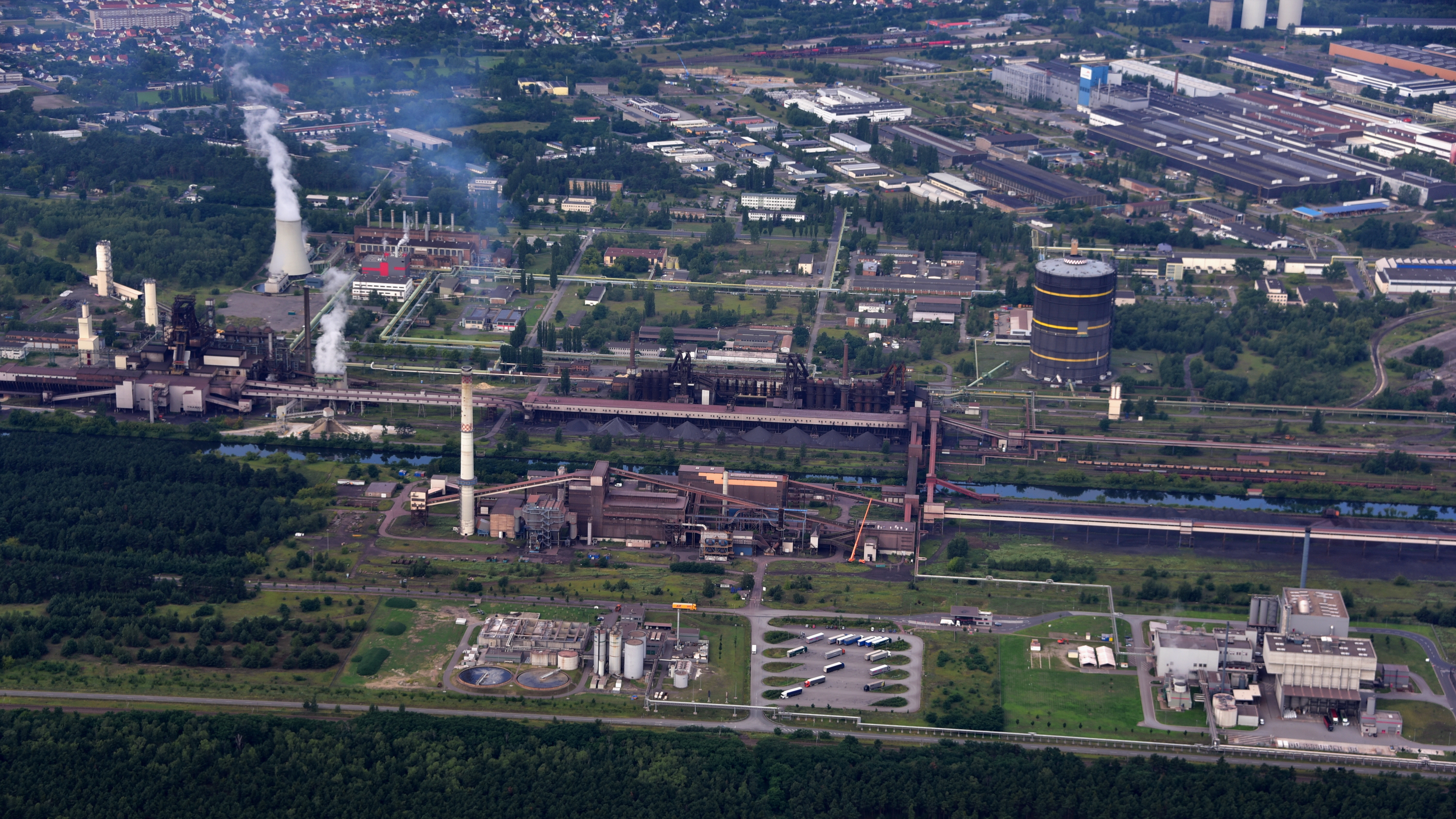
Luftaufnahme (2017)

Die ArcelorMittal Eisenhüttenstadt GmbH ist ein integriertes Hüttenwerk im brandenburgischen Eisenhüttenstadt. Von 1990 bis 2006 war es bekannt als EKO Stahl GmbH. Bis zur Fusion von Arcelor und Mittal im Jahr 2006 hieß das Werk Arcelor Eisenhüttenstadt GmbH.

## Geschichte 1950 bis 1990

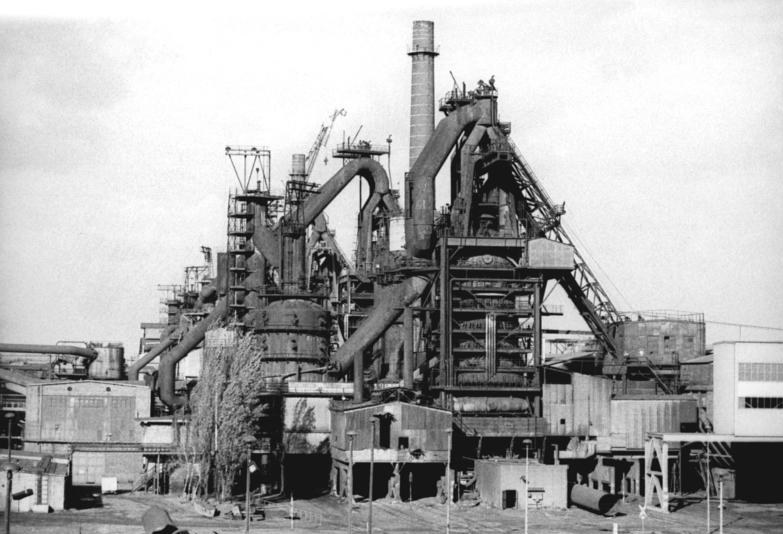
Hochofen des Eisenhüttenkombinates Ost (November 1990)

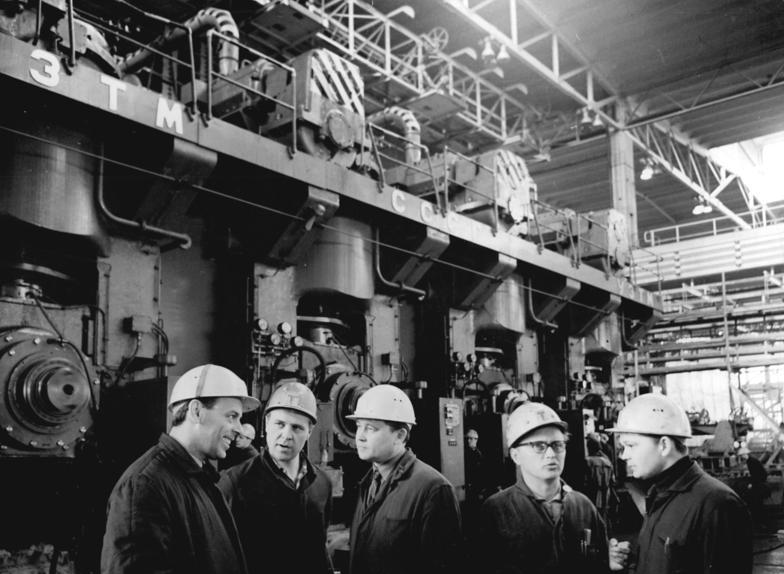
Kaltwalzwerk (1967)

Auf dem III. Parteitag der SED vom 20. bis zum 24. Juli 1950 wurde der Beschluss zum Bau des Eisenhüttenkombinats Ost (EKO) und einer Wohnstadt (ab 1953 Stalinstadt genannt) ca. drei Kilometer westlich von Fürstenberg (Oder) gefasst. Am 18. August 1950 erfolgte der symbolische erste Axthieb zum Baubeginn des späteren Eisenhüttenkombinats. Am 1. Januar 1951 legte DDR-Industrieminister Fritz Selbmann den Grundstein für den ersten Hochofen, wobei er die Geschichte des Werkes bis zu diesem Zeitpunkt in konkreten Zahlen vortrug. Genannt wurden:
300 ha Wald gerodet, 1,25 Millionen m³ Boden bewegt, Anlage eines neuen Bahndamms mit 1/2-Millionen m³ Erde, mehr als sechs km Straße angelegt, 230 km Normalspur- und 60 km Baugleise verlegt, 80.000 m³ Beton verarbeitet davon 20.000 t Zement und 100.000 t Kies sowie tausende Tonnen sonstiges Material (Ziegelsteine, Rohrleitungen …).
Das Werk nahm am 19. September 1951 den Betrieb unter dem Namen Hüttenwerk Hermann Matern als das wichtigste Hüttenwerk der DDR auf.
1953 erfolgte die Umbenennung in Eisenhüttenkombinat „J. W. Stalin“. Bis 1955 entstanden fünf weitere Hochöfen. Das Werk firmierte ab 1963 unter Eisenhüttenkombinat Ost und war mit bis zu 16.000 Beschäftigten das größte Metallurgiekombinat der DDR.
In den 1960er Jahren wurde ein Kaltwalzwerk für Flachstahl errichtet, das mit Warmbreitband aus der Sowjetunion versorgt wurde, was neben den erhöhten Produktionskosten auch zu Problemen führte, weil EKO die Güte und Maßhaltigkeit des zurückgelieferten Produkts nicht beeinflussen konnte. Nachdem die österreichische VÖEST in den 1980er Jahren ein Konverter-Stahlwerk errichtet hatte war, wurde ein Teil der dort gegossenen Brammen von der Stahlwerke Peine-Salzgitter AG (seit dem Ende des 20. Jahrhunderts: Salzgitter AG) in Lohnfertigung umgewalzt.
Ab 1969 fungierte der Betrieb VEB Eisenhüttenkombinat Ost als Stammbetrieb des Bandstahlkombinats Eisenhüttenstadt. Das Bandstahlkombinat umfasste neben dem EKO weitere Walzwerke auf dem Gebiet der DDR.

## Seit 1990

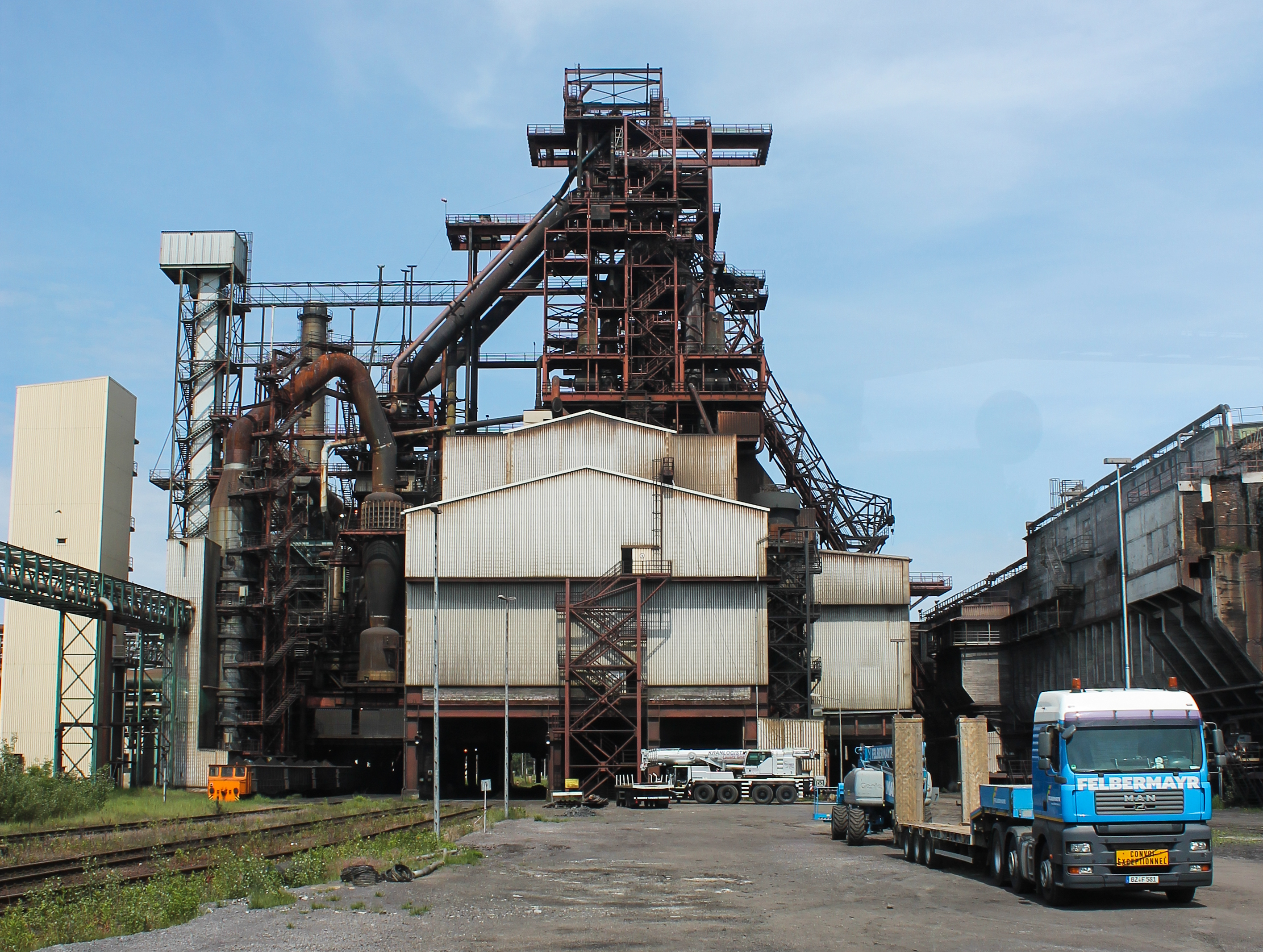
Hochofen 5A (2013)

1990, nach dem Fall der Mauer, wurde das Unternehmen in EKO Stahl AG umfirmiert und 1994 von der Treuhandanstalt an den belgischen Stahl- und Maschinenbaukonzern Cockerill-Sambre verkauft. Das seitdem als EKO Stahl GmbH firmierende Unternehmen wurde mit Zustimmung der Europäischen Kommission auch mit öffentlichen Geldern umfassend modernisiert und erhielt endlich ein Warmbreitbandwalzwerk. Seitdem konzentriert sich EKO auf die Flachstahlproduktion, mit der 2001 ein Umsatz von 918 Millionen Euro mit einer Belegschaft von 3200 Beschäftigten erzielt wurde. 
Seit 2002 gehört die EKO Stahl GmbH gemeinsam mit ihrem damaligen belgischen Mutterkonzern zur Arcelor-Gruppe. Seit der Fusion von Arcelor mit der niederländischen Mittal Steel Company 2006 firmiert das Unternehmen als ArcelorMittal Eisenhüttenstadt GmbH.

## Produktion

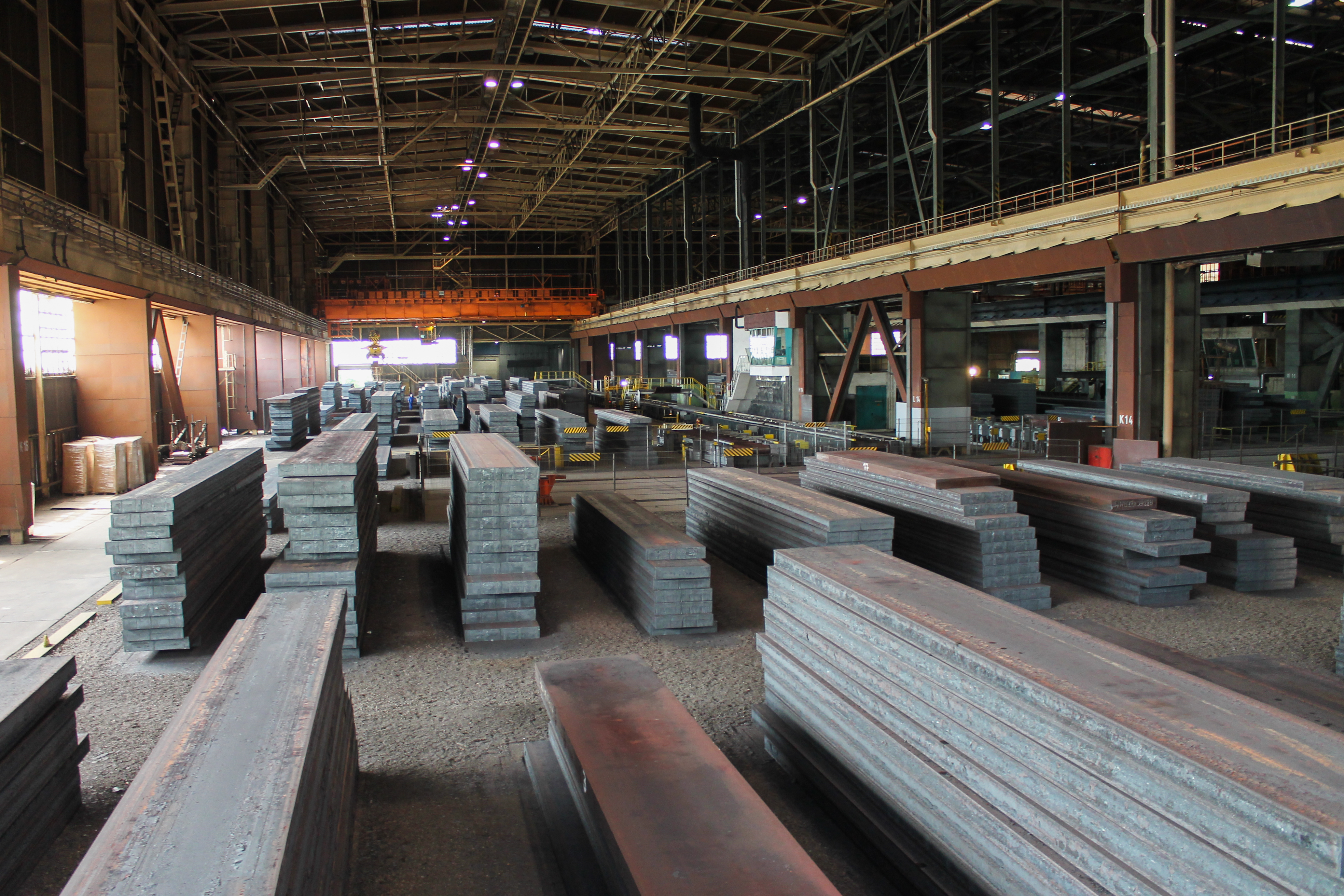
Abkühlende Brammen in der Adjustage-Halle

Der Betrieb in Eisenhüttenstadt gliedert sich in vier Bereiche:
- Roheisenwerk (Hochofen u. Roheisen)
- Stahlwerk (Stahl)
- Warmwalzwerk (Warmwalzen)
- Kaltwalzwerk (Kaltwalzen)

Die höchsten Bauwerke des Werks sind der Kamin der Sinteranlage (Höhe: 130 Meter) und der Gasometer (Höhe: 104 Meter).

## Trivia
Der Roman Helle Nächte (1952) von Karl Mundstock hat den Aufbau des Eisenhüttenkombinats Ost zum Hintergrund. Außerdem veröffentlichte er 1970 Wo der Regenbogen steigt, einen Band mit Reportagen über Eisenhüttenstadt.